# Sida acuta
Sida acuta és una espècie de planta dins la família. És una planta nativa de l'Amèrica central, però actualment té una distribució pantropical i es considera una mala herba en algunes zones.
A Espanya figura dins la llista de plantes de venda regulada.
Les seves fulles es fan servir com diürètic, demulcent, anthelmíntic i guaridor de ferides.